# دفعة 1992
دفعة 92 هو فيلم وثائقي بريطاني لعام 2013 صدر في 1 ديسمبر 2013. يركز الفيلم على صعود ستة من لاعبي كرة القدم الشباب في مانشستر يونايتد - ديفيد بيكهام ونيكي بات وريان غيغز وغاري نيفيل وفيل نيفيل وبول سكولز - و تفاصيل حياتهم المهنية مع مانشستر يونايتد بدءا من عام 1992.

## الملخص
يغطي الفيلم الوثائقي الفترة من فوز مانشستر يونايتد بكأس الاتحاد الإنجليزي للشباب عام 1992 إلى فوزه بدوري أبطال أوروبا عام 1999 والذي اختتم موسم 1998-99 بالفوز بالثلاثية. يقطع الفيلم السرد بالتغيرات الاجتماعية والثقافية التي حدثت في بريطانيا العظمى في ذلك الوقت.
حصل الفيلم على وصول كامل لجميع اللاعبين الستة ويتضمن أيضا مقابلات مع لاعبي كرة القدم السابقين زين الدين زيدان وإريك كانتونا ومدرب الشباب السابق لمانشستر يونايتد إريك هاريسون وصانع الأفلام داني بويل ورئيس الوزراء السابق توني بلير وعازف قيثارة ستون روزز ماني.

## الاستقبال
قوبل الفيلم الوثائقي بشكل عام بتعليقات إيجابية. أشاد النقاد بالفيلم لتركيزه على صداقة اللاعبين على مر السنين خارج كرة القدم.